# Saint-Arcons-d'Allier
Saint-Arcons-d'Allier est une commune française située dans le département de la Haute-Loire en région Auvergne-Rhône-Alpes.
Elle est bordée par les gorges de l'Allier.

## Géographie

### Situation
Saint-Arcons-d'Allier est dans la partie ouest de la Haute-Loire, à 17 km du Cantal à l'ouest.
Langeac est à 5 km (à vol d'oiseau) au nord-ouest (6 km par la route D585) :
sa préfecture Le Puy-en-Velay est à 25 km (à vol d'oiseau) à l'est (34 km par la route D590) ; 
Saint-Flour (Cantal) à 35 km (à vol d'oiseau) à l'ouest (58 km par les routes D590 et D990) ;
Clermont-Ferrand (Puy-de-Dôme) à 83 km au nord-ouest (34 km par la route D590).
Toute la commune (16,1 km2) est en rive droite (côté nord-est) de l'Allier, plus précisément des gorges de l'Allier.
Le parc naturel régional (PNR) du Livradois-Forez commence à 8 km au nord (commune de Sainte-Eugénie-de-Villeneuve), 
le PNR des Monts d'Ardèche à 33 km au sud-est, 
le PNR de l'Aubrac à 38 km au sud-ouest, 
le PNR des Volcans d'Auvergne à 40 km au nord-ouest.
Le 45e parallèle nord passe à Bavat et à 190 m au nord de la croix de chemin de Bonneval.

### Relief
La commune est sur le bord nord-ouest du Devès. Le point le plus haut sur la commune est au mont Briançon en bordure nord-ouest, à 1 045 m d'altitude. Le point le plus bas est l'endroit où l'Allier sort de la commune, à 500 m d'altitude. 

La limite sud-ouest de la commune est marquée par les gorges de l'Allier. Les monts de la Margeride commencent de l'autre côté de l'Allier, en rive gauche.

### Communes limitrophes
|            | Mazeyrat-d'Allier       | Vissac-Auteyrac       |
| Chanteuges | Saint-Arcons-d'Allier   | Siaugues-Sainte-Marie |
|            | Saint-Julien-des-Chazes |                       |

### Hameaux et villages
La commune compte 7 hameaux, avec du nord au sud :
Navat ; le Jarrisson ; Bavat ; Bonneval ; Beaune ; Vergeat ; Rognac.

### Hydrographie
Les gorges de l'Allier marquent la limite sud-ouest de la commune avec Chanteuges ; Saint-Arcons n'inclut donc que la rive droite de cette rivière, sur 2,8 km puis 510 m (l'Allier fait une incursion sur le territoire de Chanteuges avant de revenir en bordure de Saint-Arcons pour un-demi km).
Sur la commune, l'Allier, qui coule du sud-est au nord-ouest, reçoit le Merdanson, la Fioule (parfois appelée le Javour), un petit ru saisonnier provenant des Combes Basses et un autre petit ru saisonnier provenant du village de Navat (commune de Saint-Arcons).

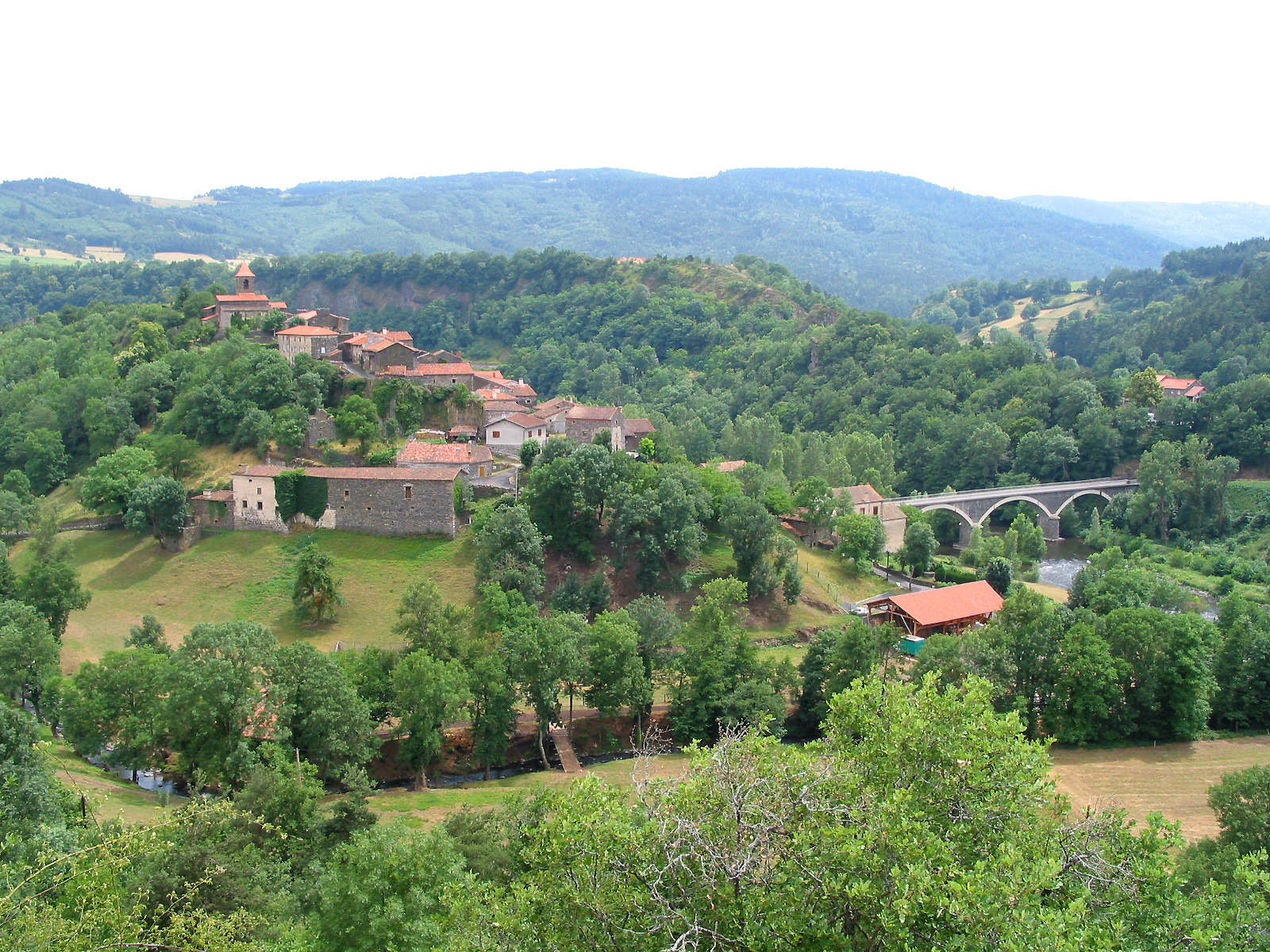
La Fioule à sa confluence avec l'Allier. Vue vers le sud.

La Desges conflue avec l'Allier en face du bourg de Saint-Arcons, sur la commune de Chanteuges.

### Géologie
On trouve des coulées de basaltes alcalins, une formation volcanique villafranchienne (5,2 à 1,2 ± 0,9 Ma) et récente
(2β2, en mauve sur la carte géologique), sur pratiquement toute la périphérie de la commune sauf au nord-est (mont Briançon) et sur les 1,75 km de limite de commune au sud-ouest qui ne sont pas marqués par l'Allier. Certains empilements de coulées dépassent les 150 m d'épaisseur. 

Cantagrel et Prévot (1971) ont montré qu'à Saint-Arcons les coulées de basalte superposées ayant envahi la vallée de l'Allier ont enregistré successivement :
- coulée (1) : la fin de l'époque Gauss où la polarité est normale ;
- coulée (2) : une période à polarité inverse (qui fait partie de la période d'inversion du champ magnétique terrestre dite Gauss-Matuyama (en) ou époque Matuyama, où la polarité inverse est dominante)
- coulée (3) : épisode de Jaramillo (en) (qui fait partie de la période d'inversion de Gauss-Matuyama (en) ou époque Matuyama) ;
- coulée (4) : période de Brunhes (une période à polarité normale).
Typiques de la région du Haut-Allier, les formations cristallophylliennes affleurent de façon prépondérante, 
dont deux formations cristallophylliennes allochtones : des gneiss anatectiques
(ζM, en jaune orangé, au nord du Jarrisson) et des leptynites
(λ, en jaune, vers Navat et Bonneval).
Trois bandes orientées sud-ouest / nord-est de micaschistes à grenat, sillimanite et staurotide (ζ2, en vert) 
alternent avec deux bandes de leptynites à biotite (ζλ, en vert-jaune) qui affleurent principalement à la périphérie du granite de la Margeride. Ces deux formations sont des roches cristallophylliennes autochtones. 

Ces bandes sont interrompues par plusieurs surfaces plus ou moins circulaires dispersées sur la commune, faites de pyroclastites de cône strombolien
(tf β, en marron) : 
au mont Briançon (pour une surface totale d'environ 232 ha, dont 152 ha sur Saint-Arcons) ;  
au sud de Navat (entre Navat et Bonneval, 53 ha) et plus près de Bonneval (2,5 ha) ; 
au sud de Bavat (28 ha) ; 
et au nord de Saint-Arcons / Vergeat (102 ha), seule surface de pyroclastites dont le contour n'est pas totalement circulaire. 

Des tufs et brèches sous coulée ou de saupoudrage (tf) sont présentes à l'ouest de Rognac (64 ha).
Un petit affleurement de métadiorite — ou diorite métamorphisée — (ζη, en marron foncé) se trouve en bordure de l'Allier, dans la partie basse des flancs de vallée du Merdanson ; sa particularité est de recéler des lentilles métriques d'amphibolites, (δ11, en gris-vert), 
associées à des coulées basaltiques.
La carte indique la présence de péridotites (π) sur un point de cet affleurement.
Les fonds de vallée en eau portent des chenaux d'alluvions, anciennes (Fy, en gris, Quaternaire moyen et supérieur) ou mélangées avec des alluvions plus récentes (Fy-z), à dominante de sables et de graviers.
Deux failles orientées nord-sud affectent une bonne partie de ces roches - mais pas les basaltes (2β2) ni les pyroclastites (tf β), ni bien sûr les alluvions de fond de vallée.

### Climat
Pour des articles plus généraux, voir Climat d'Auvergne-Rhône-Alpes et Climat de la Haute-Loire.
En 2010, le climat de la commune est de type climat des marges montargnardes, selon une étude du Centre national de la recherche scientifique s'appuyant sur une série de données couvrant la période 1971-2000. En 2020, Météo-France publie une typologie des climats de la France métropolitaine dans laquelle la commune est exposée à un climat de montagne ou de marges de montagne et est dans la région climatique Sud-est du Massif Central, caractérisée par une pluviométrie annuelle de 1 000 à 1 500 mm, minimale en été, maximale en automne.
Pour la période 1971-2000, la température annuelle moyenne est de 9,8 °C, avec une amplitude thermique annuelle de 16,2 °C. Le cumul annuel moyen de précipitations est de 702 mm, avec 8,2 jours de précipitations en janvier et 6,6 jours en juillet. Pour la période 1991-2020, la température moyenne annuelle observée sur la station météorologique de Météo-France la plus proche, « Chavaniac-Lafa », sur la commune de Chavaniac-Lafayette à 10 km à vol d'oiseau, est de 10,5 °C et le cumul annuel moyen de précipitations est de 766,4 mm,. Pour l'avenir, les paramètres climatiques de la commune estimés pour 2050 selon différents scénarios d'émission de gaz à effet de serre sont consultables sur un site dédié publié par Météo-France en novembre 2022.

## Urbanisme

### Typologie
Au 1er janvier 2024, Saint-Arcons-d'Allier est catégorisée commune rurale à habitat très dispersé, selon la nouvelle grille communale de densité à sept niveaux définie par l'Insee en 2022.
Elle est située hors unité urbaine. Par ailleurs la commune fait partie de l'aire d'attraction de Langeac, dont elle est une commune de la couronne,. Cette aire, qui regroupe 14 communes, est catégorisée dans les aires de moins de 50 000 habitants,.

### Occupation des sols

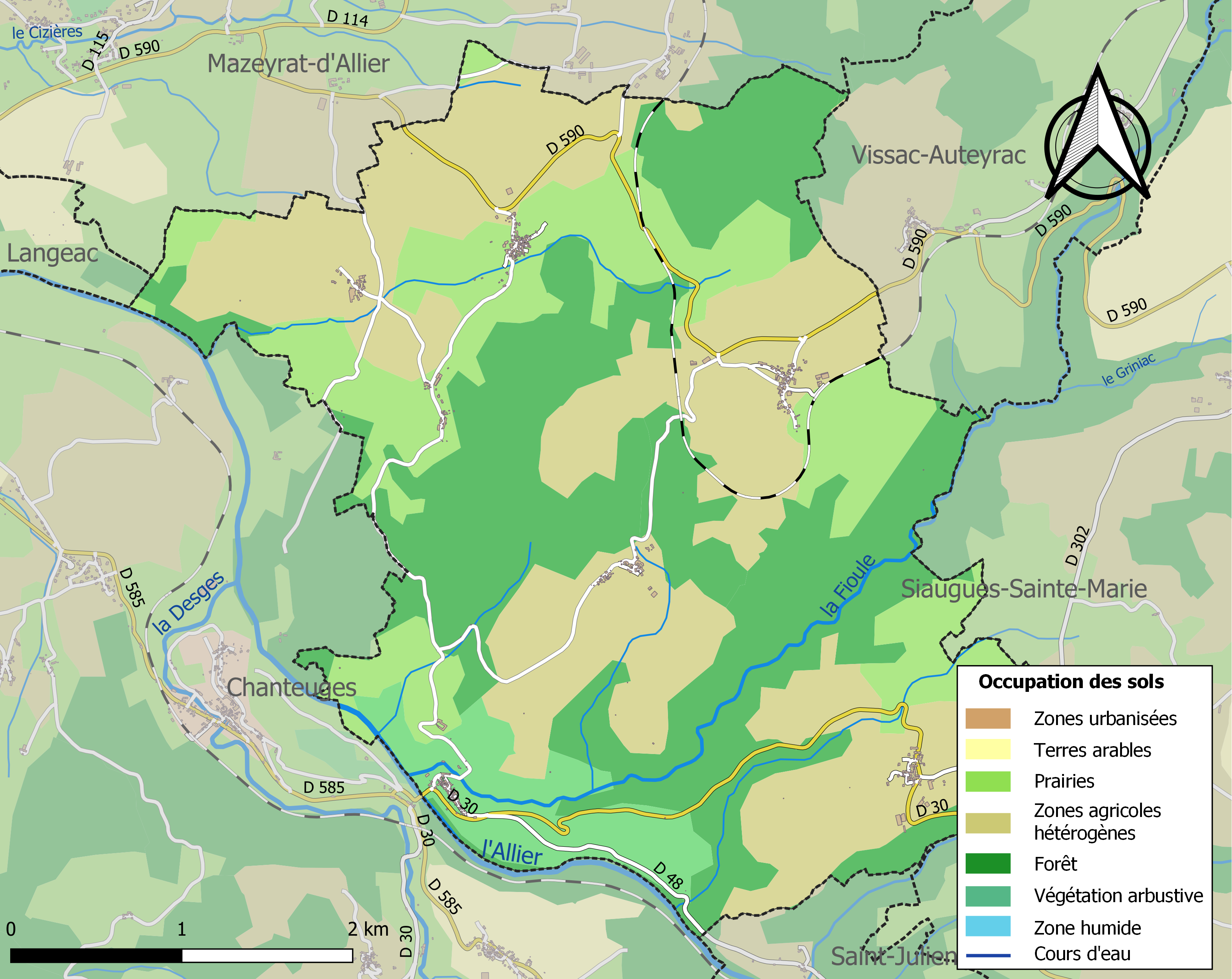
Carte des infrastructures et de l'occupation des sols de la commune en 2018 (CLC).

L'occupation des sols de la commune, telle qu'elle ressort de la base de données européenne d’occupation biophysique des sols Corine Land Cover (CLC), est marquée par l'importance des territoires agricoles (57,8 % en 2018), en diminution par rapport à 1990 (61 %). La répartition détaillée en 2018 est la suivante : 
zones agricoles hétérogènes (38 %), forêts (36,2 %), prairies (19,8 %), milieux à végétation arbustive et/ou herbacée (6 %). L'évolution de l’occupation des sols de la commune et de ses infrastructures peut être observée sur les différentes représentations cartographiques du territoire : la carte de Cassini (XVIIIe siècle), la carte d'état-major (1820-1866) et les cartes ou photos aériennes de l'IGN pour la période actuelle (1950 à aujourd'hui).

### Habitat et logement
En 2018, le nombre total de logements dans la commune était de 142, alors qu'il était de 141 en 2013 et de 139 en 2008.
Parmi ces logements, 55,8 % étaient des résidences principales, 28,1 % des résidences secondaires et 16,1 % des logements vacants. Ces logements étaient pour 97,9 % d'entre eux des maisons individuelles et pour 2,1 % des appartements.
Le tableau ci-dessous présente la typologie des logements à Saint-Arcons-d'Allier en 2018 en comparaison avec celle de la Haute-Loire et de la France entière. Une caractéristique marquante du parc de logements est ainsi une proportion de résidences secondaires et logements occasionnels (28,1 %) supérieure à celle du département (16,1 %) et à celle de la France entière (9,7 %). Concernant le statut d'occupation de ces logements, 91,1 % des habitants de la commune sont propriétaires de leur logement (88,5 % en 2013), contre 70 % pour la Haute-Loire et 57,5 pour la France entière.
| Typologie                                               | Saint-Arcons-d'Allier | Haute-Loire | France entière |
| ------------------------------------------------------- | --------------------- | ----------- | -------------- |
| Résidences principales (en %)                           | 55,8                  | 71,5        | 82,1           |
| Résidences secondaires et logements occasionnels (en %) | 28,1                  | 16,1        | 9,7            |
| Logements vacants (en %)                                | 16,1                  | 12,4        | 8,2            |

## Histoire

### Préhistoire

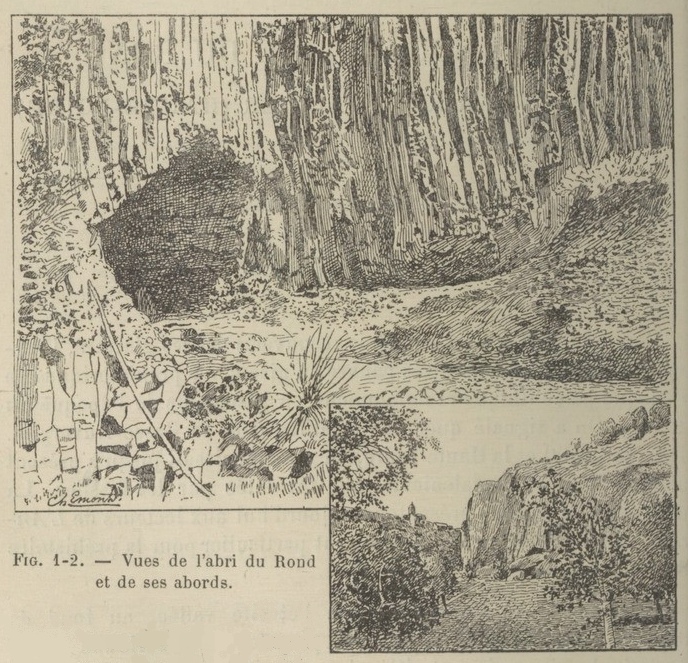
Entrée de l'abri du Rond
et ses abords

L'abri du Rond est dans le sud de la commune en rive droite du ruisseau de la Fioule (aussi appelée le Javour), à environ 1 km avant la confluence de ce dernier avec l'Allier. Il est orienté au sud, au pied de grandes coulées volcaniques formant « une superbe colonnade de prismes basaltiques signalée depuis longtemps par les premiers naturalistes qui ont étudié les formations volcaniques de l'Auvergne » (le dessin de l'entrée, ci-contre, montre les reliefs en draperie de ces coulées).
Il est connu depuis le XIXe siècle : l’entrée, masquée par des faisceaux de prismes basaltiques éboulés, est dégagée lorsque ces basaltes sont prélevés pour construire un mur de défense contre les crues de la Fioule. Le propriétaire d'alors est Adrien Boissier, qui a déjà enlevé une centaine de chariots du remplissage archéologiquement riche du talus avant que Vernière ne passe opportunément sur les lieux lors d'une excursion et n'alerte Boule. Ces derniers publient leurs fouilles dans l'abri en 1899.
Stratigraphie

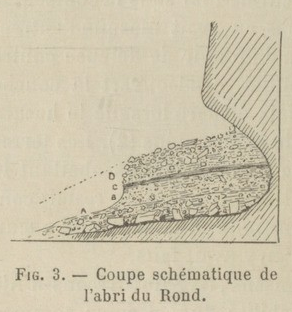
« Coupe schématique de l'abri du Rond » (Boule & Vernière, 1899)

Boule et Vernière (1899) fouillent ce qui reste du talus après les prélèvements pour amendement par le propriétaire. Précisant que cette location a été préservée par la chute des colonnes basaltiques récemment enlevées, ils en donnent une stratigraphie extrêmement simplifiée (voir aussi leur schéma ci-contre) :
- A : cailloutis, 60 cm d'épaisseur, stérile.
- B : cailloutis, 50 cm d'épaisseur, nombreux os d'un grand Bos, d'un grand Equus et des dents d'ours. (Moustérien ?) 
- C : couche archéologique d'aspect noirâtre et onctueux, très nombreux restes organiques, pierres taillées, éclats de silex et ossements brisés, plusieurs foyers.
- D : éboulis.
Moustérien
Pour Raynal (1988), l'existence d'une industrie moustérienne ne fait aucun doute. Les géologues Marchand et al. (1989) sont plus pudents : une industrie sur quartz et basalte serait moustérienne.
- Outils en basalte, abri du Rond

Protomagdalénien

Outils en basalte, abri du Rond
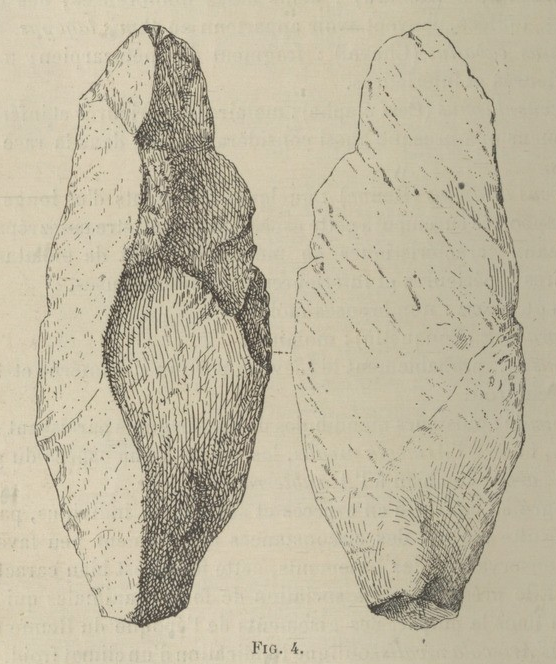
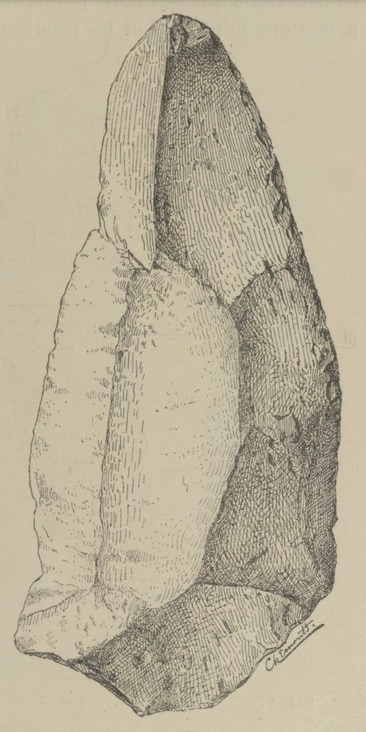

H. Delporte (1982) a signalé « la très grande parenté de cette industrie [protomagdalénienne] avec les niveaux correspondants de l'abri Pataud et de Laugerie-Haute », seuls gisements où le Protomagdalénien a été signalé.
Sites proches
Le site de Tatevin, sur Chanteuges à 1 km en aval du pont de la D30 sur l'Allier à Saint-Arcons, est lui aussi connu depuis longtemps. Il comprend plusieurs grottes et cavités rocheuses en rive droite de l'Allier. Il a livré du matériel de la fin du Magdalénien, dont de l'outillage microlitique (Virmont, Guérin et Daugas, 1972). 

L'abri sous roche de Blassac (17 km au nord-ouest à vol d'oiseau, également en bord d'Allier) a livré une industrie de la fin du Magdalénien dans son remplissage le plus récent ; et du Moustérien dans les couches les plus anciennes (Alaux, 1972). 

L' abri du Blot à Cerzat (15 km au nord-ouest par route) a livré une industrie du Paléolithique supérieur.
Ne pas confondre avec le Rond-du-Barry, site moustérien, badegoulien, magdalénien, mésolithique sur Polignac (Haute-Loire).

### Temps modernes
Au cours de la période révolutionnaire de la Convention nationale (1792-1795), la commune a porté le nom d'Arcons-sur-Allier.

### Époque contemporaine
L'hôtel « Les Deux Abbesses »
À la fin des années 1970, Saint-Arcons d'Allier est une commune en déshérence. La plupart des maisons tombent en ruines. Afin de faire face à cette situation, les élus de la commune imaginent de se servir du bâti comme support d'une activité touristique. Ils se lancent dans des campagnes de grands travaux subventionnés : création et enfouissement des réseaux, réfection de la voirie, sauvetage du château (propriété du maire de l'époque) et acquisition progressive des maisonnettes du village.
Jean-Paul Dienst, fut l'un des architectes-urbanistes qui a pu, grâce Mme Geneviève Fustier, maîtriser sa thèse  de restauration et de développement du village, ce à partir du château. Le projet de diplôme d'architecte d.p.l.g. soutenu en 1983 à Paris-Villette, a été précédé de nombreux séjours soit au gîte soit au petit hôtel situé à l'entrée du tunnel ferroviaire.
Plus tard, avec ses étudiants  (puisqu'il développe son activité dans la formation de futurs architectes), il organise des stages permettant à ses futurs confrères de se confronter à la réalité du terrain - y compris le défrichage de ruines afin de mieux cerner "le théâtre d'opération" et l'indispensable relevé de "l'existant".
De cette action se sont développées des esquisses d'aménagement de chambres/studios aux salles de bains confortables, fournissant aux futurs occupants une base confortable pour les activités de découverte des environs (à pied, à vélo, à cheval, en canoë). Les visiteurs peuvent suivre le cours de la Fioule, petit affluent de l'Allier, parfois le franchir à l'occasion d'un gué pour se rapprocher des formations de basalte… Les projets se succèdent : base nautique, village vacances, gîtes, jusqu'à un improbable hôtel dont les chambres seraient réparties dans les maisonnettes restaurées.
En 1999, grâce à la foi et aux investissements de Laurence Perceval, le projet prend corps, un hôtel de luxe soutenu par un environnement naturel exceptionnel. Dès la sixième année, cet hôtel pionnier du tourisme de luxe à la campagne s'étant développé grâce à la création de nouvelles chambres aux univers innovants et décalés, imaginés par Laurence Perceval, intègre l'association des Relais & Châteaux. Des hôtes du monde entier comme des Japonais, des Chinois, des Russes, des Américains composent désormais pour moitié la clientèle.
Au bout de dix saisons, l'objectif de création d'une entreprise locale est atteint avec près de 25 emplois saisonniers (de Pâques à Toussaint), une activité induite vers les entreprises locales, liées à la réhabilitation permanente de nouveaux bâtiments, comme aux approvisionnements du restaurant et des services externalisés de l'hôtel.
En 2013, Laurence Perceval ferme les portes de cet établissement.
La commune était en région Auvergne jusqu'à passer dans la nouvelle région Auvergne-Rhône-Alpes en 2016.

## Politique et administration

### Découpage territorial
La commune de Saint-Arcons-d'Allier est membre de la communauté de communes des Rives du Haut Allier, un établissement public de coopération intercommunale (EPCI) à fiscalité propre créé le 27 décembre 2016 dont le siège est à Langeac. Ce dernier est par ailleurs membre d'autres groupements intercommunaux.
Sur le plan administratif, elle est rattachée à l'arrondissement de Brioude, au département de la Haute-Loire, en tant que circonscription administrative de l'État, et à la région Auvergne-Rhône-Alpes.
Sur le plan électoral, elle dépend du canton de Gorges de l'Allier-Gévaudan pour l'élection des conseillers départementaux, depuis le redécoupage cantonal de 2014 entré en vigueur en 2015, et de la deuxième circonscription de la Haute-Loire   pour les élections législatives, depuis le redécoupage électoral de 1986.

### Liste des maires
| Période                                  | Période                    | Identité           | Étiquette | Qualité |
| ---------------------------------------- | -------------------------- | ------------------ | --------- | ------- |
| Les données manquantes sont à compléter. |                            |                    |           |         |
| mars 2001                                | En cours (au 28 août 2014) | Jean-Michel Durand |           |         |

## Population et société

### Démographie

#### Évolution démographique
L'évolution du nombre d'habitants est connue à travers les recensements de la population effectués dans la commune depuis 1793. Pour les communes de moins de 10 000 habitants, une enquête de recensement portant sur toute la population est réalisée tous les cinq ans, les populations de référence des années intermédiaires étant quant à elles estimées par interpolation ou extrapolation. Pour la commune, le premier recensement exhaustif entrant dans le cadre du nouveau dispositif a été réalisé en 2007.

En 2022, la commune comptait 191 habitants, en évolution de −2,05 % par rapport à 2016 (Haute-Loire : +0,36 %, France hors Mayotte : +2,11 %).
| 1793 | 1800 | 1806 | 1821 | 1831 | 1836 | 1841 | 1846 | 1851 |
| ---- | ---- | ---- | ---- | ---- | ---- | ---- | ---- | ---- |
| 599  | 552  | 603  | 604  | 598  | 582  | 608  | 618  | 614  |

| 1856 | 1861 | 1866 | 1872 | 1876 | 1881 | 1886 | 1891 | 1896 |
| ---- | ---- | ---- | ---- | ---- | ---- | ---- | ---- | ---- |
| 645  | 620  | 642  | 604  | 587  | 614  | 602  | 589  | 552  |

| 1901 | 1906 | 1911 | 1921 | 1926 | 1931 | 1936 | 1946 | 1954 |
| ---- | ---- | ---- | ---- | ---- | ---- | ---- | ---- | ---- |
| 534  | 549  | 529  | 506  | 509  | 456  | 425  | 379  | 336  |

| 1962 | 1968 | 1975 | 1982 | 1990 | 1999 | 2006 | 2007 | 2012 |
| ---- | ---- | ---- | ---- | ---- | ---- | ---- | ---- | ---- |
| 329  | 279  | 245  | 203  | 187  | 164  | 180  | 182  | 202  |

| 2017 | 2022 | - | - | - | - | - | - | - |
| ---- | ---- | - | - | - | - | - | - | - |
| 189  | 191  | - | - | - | - | - | - | - |

#### Pyramide des âges
En 2018, le taux de personnes d'un âge inférieur à 30 ans s'élève à 31,8 %, soit au-dessus de la moyenne départementale (31 %). À l'inverse, le taux de personnes d'âge supérieur à 60 ans est de 33,4 % la même année, alors qu'il est de 31,1 % au niveau départemental.
En 2018, la commune comptait 90 hommes pour 100 femmes, soit un taux de 52,63 % de femmes, légèrement supérieur au taux départemental (50,87 %).
Les pyramides des âges de la commune et du département s'établissent comme suit.
| Hommes | Classe d’âge | Femmes |
| ------ | ------------ | ------ |
| 0,0    | 90 ou +      | 4,0    |
| 6,7    | 75-89 ans    | 10,1   |
| 25,6   | 60-74 ans    | 20,2   |
| 20,0   | 45-59 ans    | 19,2   |
| 14,4   | 30-44 ans    | 16,2   |
| 17,8   | 15-29 ans    | 10,1   |
| 15,6   | 0-14 ans     | 20,2   |

| Hommes | Classe d’âge | Femmes |
| ------ | ------------ | ------ |
| 0,9    | 90 ou +      | 2,5    |
| 8,4    | 75-89 ans    | 11,7   |
| 20,4   | 60-74 ans    | 20,5   |
| 21,3   | 45-59 ans    | 20,3   |
| 16,8   | 30-44 ans    | 16,3   |
| 15,2   | 15-29 ans    | 13,2   |
| 17     | 0-14 ans     | 15,6   |

## Économie

### Revenus
En 2018, la commune compte 84 ménages fiscaux, regroupant 196 personnes. La médiane du revenu disponible par unité de consommation est de 18 520 € (20 800 € dans le département).

### Emploi
| Division       | 2008  | 2013  | 2018  |
| -------------- | ----- | ----- | ----- |
| Commune        | 6,8 % | 5,9 % | 5,3 % |
| Département    | 6,3 % | 7,7 % | 7,7 % |
| France entière | 8,3 % | 10 %  | 10 %  |

En 2018, la population âgée de 15 à 64 ans s'élève à 115 personnes, parmi lesquelles on compte 69,3 % d'actifs (64 % ayant un emploi et 5,3 % de chômeurs) et 30,7 % d'inactifs,. En  2018, le taux de chômage communal (au sens du recensement) des 15-64 ans est inférieur à celui de la France et département, alors qu'en 2008 il était supérieur à celui du département et inférieur à celui de la France.
La commune fait partie de la couronne de l'aire d'attraction de Langeac, du fait qu'au moins 15 % des actifs travaillent dans le pôle,. Elle compte 32 emplois en 2018, contre 32 en 2013 et 35 en 2008. Le nombre d'actifs ayant un emploi résidant dans la commune est de 74, soit un indicateur de concentration d'emploi de 43,2 % et un taux d'activité parmi les 15 ans ou plus de 51,6 %.
Sur ces 74 actifs de 15 ans ou plus ayant un emploi, 26 travaillent dans la commune, soit 35 % des habitants. Pour se rendre au travail, 70,3 % des habitants utilisent un véhicule personnel ou de fonction à quatre roues, 1,4 % les transports en commun, 4,1 % s'y rendent en deux-roues, à vélo ou à pied et 24,3 % n'ont pas besoin de transport (travail au domicile).

## Culture locale et patrimoine

### Lieux et monuments
- Le musée du Fer-blanc. Ce musée a été créé grâce au don d'une exceptionnelle collection appartenant à l'abbé Paul Bidault, prêtre au Mans (Sarthe). La diversité des objets en fer-blanc exposés est d'un grand intérêt dans les domaines ethnographique et ethnologique.
- En bordure sud-ouest de commune au fond des gorges de l'Allier, circule le train touristique des gorges de l'Allier[50] ; il relie Langeac à Langogne (Lozère), avec les commentaires d'un guide.
- Croix de Saint-Arcons-d'Allier, en fer forgé du XVIe siècle, classée monument historique en 1907.
- Église Saint-Loup de Saint-Arcons-d'Allier, inscrite monument historique en 1980.
- Prieuré-château de Saint-Arcons-d'Allier, inscrit monument historique en 1986.